# Friedrich Siebert (SS-Mitglied)
Friedrich Wilhelm Siebert (* 22. August 1903 in Neustadt an der Haardt; † 29. März 1966 in Prien am Chiemsee) war ein deutscher Jurist, SS-Oberführer und bayerischer Landespolitiker (NSDAP).

## Leben
Friedrich Siebert war der Sohn von Ludwig Siebert. Nach dem Abitur am humanistischen Gymnasium in Rothenburg studierte er Rechtswissenschaften an den Universitäten Erlangen und München, absolvierte das zweite Staatsexamen 1931 und promovierte 1932 zum Dr. jur. Er trat im Februar 1931 der NSDAP (Mitgliedsnummer 434.120) bei, wie es sein Vater kurz zuvor getan hatte. Im Mai 1935 wurde er Mitglied der SS (SS-Nr. 268.998). In der SS stieg Siebert im November 1943 bis zum SS-Oberführer auf. Siebert war als Rechtsanwalt tätig und wurde im April 1933 Bürgermeister von Lindau. Im Bürgermeisteramt folgte er seinem Vater nach. Von dort wechselte er 1939 nach Bad Kissingen als Landrat.
Nach Beginn des Zweiten Weltkrieges leitete Siebert ab Ende Oktober 1939 das Hauptamt Verwaltung im deutsch besetzten Generalgouvernement (GG), wechselte Anfang September 1940 als Abteilungsleiter ins bayerische Finanzministerium und kehrte Anfang Februar 1942 als Nachfolger von Eberhard Westerkamp an seinen vorherigen Posten im GG zurück. Zum Jahresbeginn 1943 war er wieder im bayerischen Finanzministerium tätig, wurde wenige Wochen später zum Ministerialdirektor befördert und leitete ab Mitte November 1944 stellvertretend die Ministerien für Finanzen und Wirtschaft in Bayern. Zudem wurde er 1944 unter Paul Giesler stellvertretender Gauleiter im Gau München-Oberbayern.
Nach Kriegsende geriet Siebert in alliierte Internierung und wurde im November 1946 nach Polen überstellt. In Krakau wurde Siebert vor Gericht gestellt und am 19. Juli 1948 zu einer zwölfjährigen Haftstrafe verurteilt. Nach acht Jahren Haft erfolgte 1956 seine vorgezogene Haftentlassung und die Rückkehr nach Deutschland. Siebert wurde Anfang Mai 1960 als Mitglied des Priener Blocks 2. ehrenamtlicher Bürgermeister von Prien am Chiemsee und bekleidete diese Funktion bis zu seinem Tod.